# Nelli Korbukova
Nelli Alexéyevna Korbukova (en ruso: Нелли Алексеевна Корбукова; nacida Nelli Alexéyevna Yefrémova, Moscú, URSS, 3 de junio de 1962-Moscú, 29 de abril de 2019) fue una deportista soviética que compitió en piragüismo en la modalidad de aguas tranquilas. Ganó siete medallas en el Campeonato Mundial de Piragüismo entre los años 1982 y 1990.

## Palmarés internacional
| Campeonato Mundial | Campeonato Mundial    | Campeonato Mundial | Campeonato Mundial |
| Año                | Lugar                 | Medalla            | Competición        |
| ------------------ | --------------------- | ------------------ | ------------------ |
| 1982               | Belgrado (Yugoslavia) | Medalla de plata   | K4 500 m           |
| 1983               | Tampere (Finlandia)   | Medalla de plata   | K4 500 m           |
| 1985               | Malinas (Bélgica)     | Medalla de plata   | K1 500 m           |
| 1985               | Malinas (Bélgica)     | Medalla de plata   | K4 500 m           |
| 1986               | Montreal (Canadá)     | Medalla de plata   | K2 500 m           |
| 1986               | Montreal (Canadá)     | Medalla de plata   | K4 500 m           |
| 1990               | Poznań (Polonia)      | Medalla de bronce  | K2 5000 m          |